# Jaapiales
Ordre
Famille
Genre
Les  Jaapiales sont un nouvel ordre de champignons de la sous-classe des Agaricomycetidae. Il a été décrit pour la première fois en 2010 pour contenir les deux espèces de l'ancien genre Jaapia, genre de champignons résupinés lignicoles, jusque-là classés dans les Boletales. L'analyse moléculaire phylogénétique a montré qu'il s'agissait d'un groupe frère, soit de l'un des deux clades issu de la scission d'une seule lignée, l'autre étant les Agaricomycetidae.

## Taxinomie
Le genre Jaapia, d'abord décrit par le mycologue italien Giacomo Bresadola en 1911, contient deux espèces largement distribuées : Jaapia argillacea et Jaapia ochroleuca.

## Position dans la sous-classe des Agaricomycetidae

### Classification phylogénique desJaapiales
- Agaricomycetes
  - Russulales
    - Agaricomycetidae
      - Clade des Jaapiales
        - Jaapiaceae
          - Jaapia
            - Jaapia argillacea
            - Jaapia ochroleuca

      - Clade des Atheliales
        - Clade Athéloïde
        - Clade des Boletales

      - Clade des Amylocorticiales
      - Clade des Agaricales